# 中品野町
中品野町（なかしなのちょう）は、愛知県瀬戸市品野連区の町名。丁番を持たない単独町名である。

## 地理
- 瀬戸市の中央部に位置する[8]。西から北を品野町、北から東を上品野町、東を井山町、南を鳥原町と隣接している[8]。
- 北部に国道が通り、国道沿いに馬頭観音像が5体残る[8]。地場産業として窯業生産（和飲食器・植木鉢など）が行われる[8]。
- 北の上品野町境に庚申堂があり、江戸時代の青面金剛像を祀る[8]。西に隣接して「寛政十二年　願主若蓮」の銘をもつ秋葉常夜灯がたつ[8]。
- 南東部に市営森屋敷住宅がある。建設は1953・1954年（昭和28・29年）に行われた[9]。建物の老朽化に伴い2005年（平成17年）より募集は停止されており[10]、退去済みの住宅から順に取り壊しが行われている。2020年（令和2年）4月1日時点の戸数は5、そのうち4戸が利用されている[11]。

### 河川
- 水野川 ： 町の北西部、品野町との町境を西流している。
- 大洞川（水野川支流） ： 町の北部、上品野町・品野町との町境を西流している。

### 学区
市立小・中学校に通う場合、学区は以下の通りとなる。また、公立高等学校普通科に通う場合の学区は以下の通りとなる。
| 番・番地等 | 小学校               | 中学校             | 高等学校 |
| ---------- | -------------------- | ------------------ | -------- |
| 全域       | 瀬戸市立品野台小学校 | 瀬戸市立品野中学校 | 尾張学区 |

## 歴史

### 町名の由来
かつての中品野村の中心部に位置しているところから名付けられたと推察される。

### 沿革
中品野の沿革については品野町を参照。
- 1965年（昭和40年）5月1日 - 瀬戸市大字中品野字井山・引越・奥畑・下町田・人代・森屋敷の各一部と字前田・西山の各全域により、同市中品野町として成立[2]。

## 世帯数と人口
2024年（令和6年）2月1日現在の世帯数と人口は以下の通りである。
| 町丁     | 世帯数  | 人口  |
| -------- | ------- | ----- |
| 中品野町 | 350世帯 | 618人 |

### 人口の変遷
国勢調査による人口の推移
| 1995年（平成7年）  | 791人 | [ 15 ] |  |
| 2000年（平成12年） | 738人 | [ 16 ] |  |
| 2005年（平成17年） | 756人 | [ 17 ] |  |
| 2010年（平成22年） | 648人 | [ 18 ] |  |
| 2015年（平成27年） | 578人 | [ 19 ] |  |
| 2020年（令和2年）  | 629人 | [ 20 ] |  |

### 世帯数の変遷
国勢調査による世帯数の推移。
| 1995年（平成7年）  | 376世帯 | [ 15 ] |  |
| 2000年（平成12年） | 347世帯 | [ 16 ] |  |
| 2005年（平成17年） | 345世帯 | [ 17 ] |  |
| 2010年（平成22年） | 320世帯 | [ 18 ] |  |
| 2015年（平成27年） | 275世帯 | [ 19 ] |  |
| 2020年（令和2年）  | 341世帯 | [ 20 ] |  |

## 交通

### 鉄道
町内に鉄道は走っていない。最寄り駅は名鉄瀬戸線尾張瀬戸駅になる。

### バス
名鉄バス「しなの線（瀬戸北線）」
- 【2】【2H】【3】新瀬戸駅 - 瀬戸駅前 - 古瀬戸 - しなのバスセンター - 上品野 系統 ： 中品野バス停

瀬戸市コミュニティバス「片草線」
- 道の駅しなの - しなのバスセンター - 上品野 - 片草町民会館 系統 ： 中品野バス停

### 道路
国道363号 ： 町の北部を東西に通っている。

## 施設
- 八劔神社 ： 祭神は天照皇大神、日本武尊、建稲種命、素盞鳴尊、宮策姫命[21]。創建は不明だが、張州府志によれば長江入道が創建し、1557年（永禄元年）に松平監物が修覆したとある[21]。
- SAKURA東海国際学園 ： インターナショナルスクール[22]。外国人技能実習生の日本国内での法定講習を請け負っている[22]。
- セラミック・ジャパン ： デザイナーのアイデアと、瀬戸の職人が受け継ぐ伝統技術のコラボレーションによって、製品の企画・開発・製造をしている[23]。
- スモークログハウス天佑 ： 添加物を使わずに、塩と胡椒だけで作ったベーコン、ソーセージを販売している[24]。
- 染付窯屋 眞窯 ： 1919年（大正8年）創業以来、瀬戸産の陶土の味を活かした陶器に絵付けを施した「染付」の器を生み出している[25]。
- BAKE SHOP & CAFE mitten ： 口に入れると素材の味が感じられる、やさしい甘さのシンプルな焼き菓子を焼いている小さな店[26]。

- 八劔神社
- スモークログハウス天佑

## その他

### 日本郵便
- 郵便番号 : 480-1218[6]（集配局：瀬戸郵便局[27]）。